# パークアクシス青山一丁目タワー
パークアクシス青山一丁目タワー（パークアクシスあおやまいっちょうめタワー、Park Axis Aoyama 1-Chome Tower）は、東京都港区南青山に建てられた超高層賃貸マンション。青山一丁目スクエア内に所在する。本項では同時に整備された都営南青山一丁目アパート等についても記載する。2007年度グッドデザイン賞受賞。

## 概要
青山通り（国道246号）沿いの商業・業務ゾーンから一歩入った住宅地ゾーンとの間に所在した都営南青山一丁目団地1〜5号棟（142戸）の建替えにあたり、「民間事業者に70年間（事業運営期間）の定期借地契約で敷地を賃貸し、都営住宅と民間施設等を一体的に整備させる」ことにより、都心で活動する人々に住まいを提供し、活発な都市活動の維持・増進に寄与するため必要な施設を整備することを目的とする、東京都が初めて民間の活力を導入した公有地再生のモデル事業の一環として建てられた。都市再生特別措置法に基づく、民間都市再生事業第一号に認定され、国の2002年度補正予算で配分された500億円規模の都市再生ファンドによる初めての金融支援も受けた。
2002年（平成14年）5月、東京都の事業コンペで三井不動産を幹事会社とする大成建設、伊藤忠商事の3社が事業者に選定され、コンペ要項に従って3社が出資し、7月に特別目的会社「南青山アパートメント」を設立、10月に東京都、港区などと基本協定書を締結し、その後着工。このほか事業参画者としてユージー都市建築、三井不動産住宅リース、三井不動産住宅サービスの3社が加わり、2007年（平成19年）3月竣工した。
施設は北側にN棟（パークアクシス青山一丁目タワー）、南側にS棟（都営南青山一丁目アパート）を置き、その間に既存の都営南青山一丁目団地6号棟との連携性を重視し、地域コミュニティを形成する空間として、コミュニティ広場を設けた。N棟は地下2階・46階建てで6階以上を賃貸住宅、下層部には港区立図書館、商業・業務施設等を置いた。S棟は地下2階・14階建てで3階以上が都営住宅、下層部にはグループホームと港区立保育園を置いた。建物のうち都営住宅部分は東京都、図書館や保育園は港区が買い取り、東京都の総合設計制度を利用して、公開空地や保育園などの公益施設を設けることで容積率が460%から759.9%に緩和されている。

## 施設

### N棟
パークアクシス青山一丁目タワー
6階以上に入る賃貸住宅。全379戸。ファミリー・アクティブシニア層など、都会の快適性を追求する層に対応する100m2前後のファミリータイプを中心に、シングルやDINKSなど職住近接志向に対応した60m2前後のコンパクトタイプから、外国人や定住志向者向けの150m2超の大型住戸まで用意した。また、ライフスタイルの変化や将来訪れる社会的・物理的な建築・設備の機能劣化に対し、長期間にわたって対応できる技術的配慮として、3300mmの階高をとって可変性を持たせ、スケルトン・インフィル住宅の思想を採用している。
港区立赤坂図書館
3階に入る区立図書館。周辺のビジネス環境に対応した資料収集に力をいれている。
その他
1階にまいばすけっと青山一丁目店が入る。 4、5階に都市活動支援施設として国際医療福祉大学大学院が入居していたが、2018年（平成30年）4月、同大が新たに創設した東京赤坂キャンパス内に移転した。

### S棟
都営南青山一丁目アパート
3階以上に入る都営住宅。全150戸。間取りは1DK〜3DK。
グループホーム青山
2階に入るグループホーム。順和会（山王病院）が運営する。
港区立南青山保育園
1階に入る区立保育園。